# Green-Got
Green-Got est une Institution Financière française de technologie financière (Fintech) orientée sur le marché des particuliers et indépendants. Elle développe des comptes de paiement et une assurance-vie dont les investissements sont dirigés vers les secteurs liés à la transition écologique.
Présente initialement en France, l'entreprise s'ouvre à la Belgique en 2023.

## Historique
En juin 2020 est fondée la société Domino, sous le nom commercial de Green-Got par Maud Caillaux, Andréa Ganovelli, et Fabien Huet. L'objectif visé est alors de réorienter les flux financiers vers la transition écologique et énergétique.
Après deux années de construction du projet, l'application Green-Got est lancée en France en juin 2022 avec une carte Mastercard en bois ou en PVC recyclé. En décembre 2022, l'application devient compatible avec les systèmes de paiement mobile Apple Pay et Google Pay.

En mai 2023, l'entreprise lève 5 millions d'euros pour financer son expansion en Europe et développer son offre,,. Peu après, l'entreprise se déploie en Belgique,.

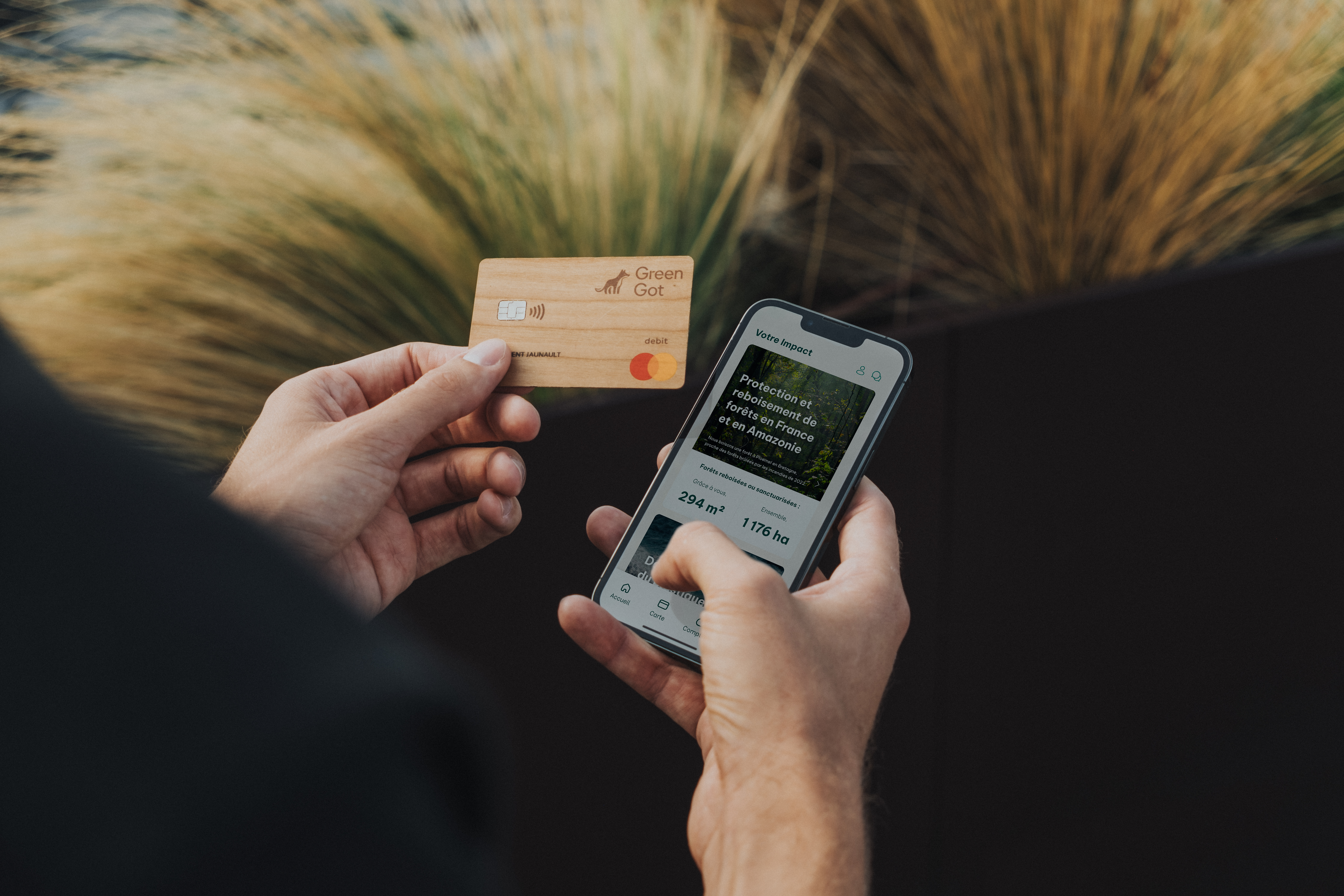
Green-Got Card

En 2024, Green-Got étoffe son offre de services financiers avec des contrats d'assurance-vie en partenariat avec l'assureur Generali,. En novembre 2024, dans le cadre de sa demande d'agrément d'établissement de paiement, l'entreprise collecte 5 millions d'euros en moins de trois heures, détenant ainsi le record Européen devant Qonto,. 
En février 2025, Green-Got commercialise une offre de carte de paiement premium proposant des assurances et des remises, notamment auprès de SNCF Connect , la Fnac et Biocoop.

## Identités visuelles

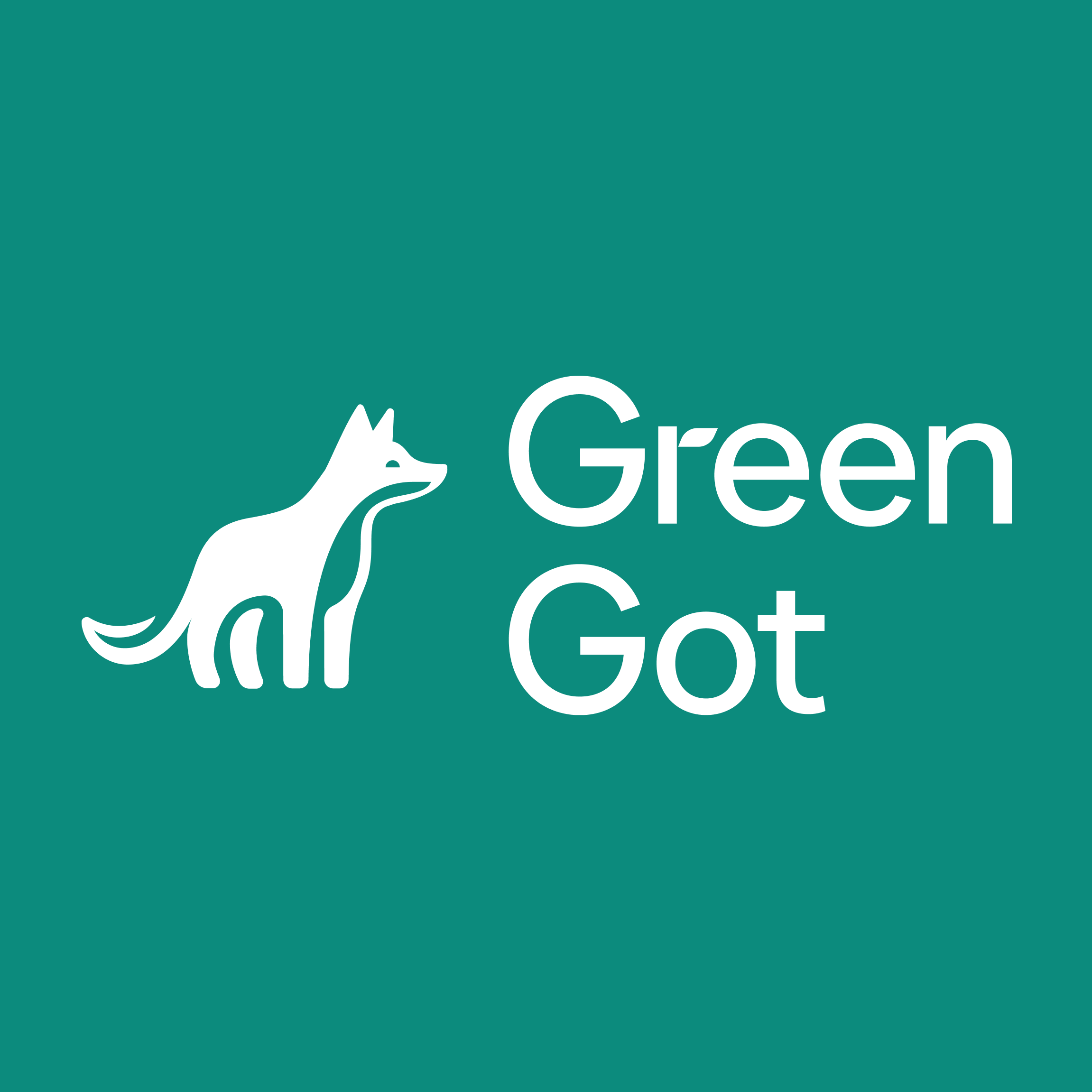
Logo jusqu'en 2025.
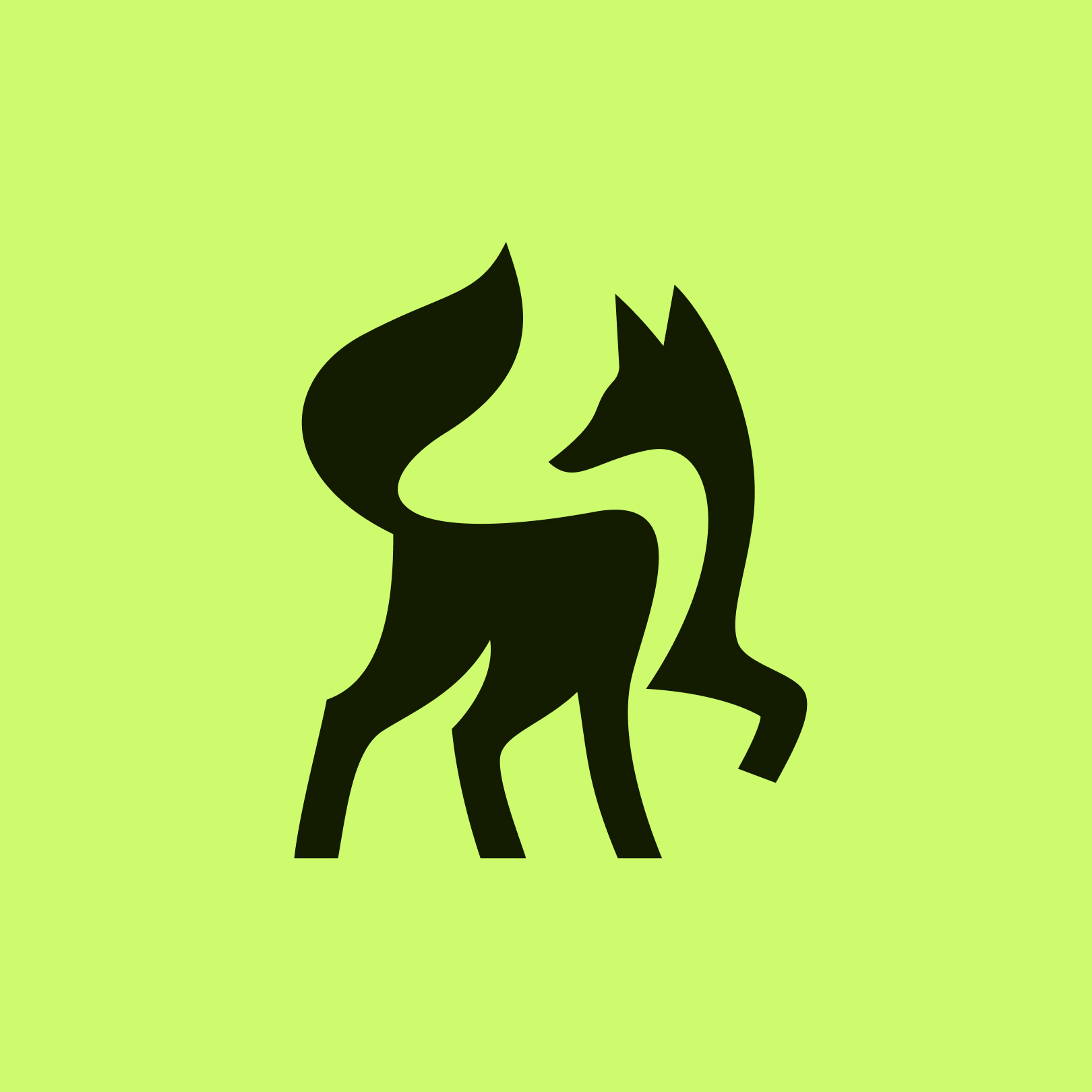
Logo depuis 2025.